# Jóvenes Socialistas del Partido Laborista
Los Jóvenes Socialistas del Partido Laborista (Labour Party Young Socialists, LPYS, en inglés) fueron la organización juvenil del Partido Laborista británico durante los años 1960, 70 y 80. Era continuadora de las Juventudes Socialistas que históricamente había tenido el Partido y miembro de la Unión Internacional de Juventudes Socialistas (IUSY). 
Creadas en 1964, durante los años 1970 la Tendencia Militant, corriente marxista del laborismo británico, ganó la mayoría en su seno. Desde entonces y hasta las expulsiones de finales de los años 1980, los LPYS defendieron en el seno del Partido Laborista, y a nivel internacional, las ideas marxistas de Militant, que proponían la nacionalización de los grandes monopolios y la banca bajo control obrero y el establecimiento de una economía planificada.
Especialmente durante los años 80 jugaron un papel importante participando en multitud de movilizaciones contra el racismo, contra el paro juvenil, contra el poll tax y organizando a miles de jóvenes bajo un programa socialista. Incluso consiguieron elegir un miembro al Comité Ejecutivo Nacional del Partido Laborista. 
Como parte de las expulsiones y ataques de la dirección del Partido Laborista contra la Tendencia Militant, los LPYS se debilitaron hacia comienzos de los años 1990, y sobre todo a partir de la salida de Militant del laborismo. En 1993 se reorganizó en la Juventud Laborista dejando de tener una actividad constante.
- Datos: Q6467498